# T.J. Crockett
Tarontate DeShawn Crockett Jr (University City (Misuri), 9 de septiembre de 1999) es un baloncestista estadounidense que pertenece a la plantilla del Basketball Löwen Braunschweig de la Basketball Bundesliga alemana. Con 1,85 metros de estatura, juega en la posición de escolta. 

## Trayectoria deportiva
Nacido en University City (Misuri), T.J. Crockett es un escolta que puede también jugar de base formado en la Universidad de Lindenwood, con el que jugaría durante cuatro temporadas la NCAA II con Lindenwood Lions, desde 2017 a 2021, aportando una media de 13,7 puntos por partido.
Tras no ser drafteado en 2021, el 9 de agosto de 2021, firma por el Club Bàsquet Prat para disputar la Liga LEB Oro.
El 15 de agosto de 2022, firma por el Antalya Büyükşehir Belediyesi de la Türkiye Basketbol 1. Ligi.
El 23 de diciembre de 2022, firma por el VFL Astrostars Bochum de la ProA alemana.

## Vida personal
Crockett se casó con su novia, con quien salió durante siete años, Jasmine "JJ" Crockett, en julio de 2024, en St. Louis, MO, rodeado de familiares y amigos.